# Ryszard Wolny
Ryszard Marcin Wolny, född den 24 mars 1969 i Racibórz, Polen, är en polsk brottare som tog OS-guld i lättviktsbrottning i den grekisk-romerska klassen 1996 i Atlanta.